# Johnny Blitz
John Madansky, conocido como Johnny Blitz, es un baterista de rock nacido en Cleveland, Ohio, reconocido por su asociación con las bandas Dead Boys y Rocket From The Tombs. Como miembro de The Dead Boys ayudó a definir el sonido y la actitud del punk rock a finales de la década de 1970.
El 19 de abril de 1978, durante su estancia en la banda Dead Boys, Blitz y un grupo de amigos se encontraban afuera del club CBGB en el East Village de Manhattan cuando se vieron involucrados en un altercado violento con una pandilla. Durante el altercado, Blitz fue apuñalado 17 veces. La lesión causó que fuera hospitalizado por meses, logrando sobrevivir milagrosamente. Tras su recuperación tocó en las agrupaciones Slaughterhouse, The Tribe, Raw Dog, The Highschool Hookers y Smash the Hammer. En 2005 se reunió con sus antiguos compañeros de Dead Boys para brindar un recital en el club CBGB.